# 绥芬河东正教堂
绥芬河东正教堂又称协达亚·尼古拉东正教堂 (俄语：Свято-Николаевская церковь)，俗称喇嘛台。位于黑龙江省绥芬河市。
1908年，在铁路中東鐵路绥芬河站附近的木造東正教教堂被焚 (建於1898年)。1913年，俄僑在车站正东建成砖结构的协达亚·尼古拉教堂。教堂在文化大革命中被破坏，恢复后三自爱国教会被中国政府允许使用教堂。1999年2月1日，黑龙江省人民政府公布为第四批黑龙江省文物保护单位。2007年修复塔楼，今天为基督新教礼拜堂-福音堂使用。